# Japanische Wachsglocke

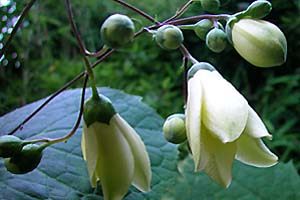
Blüten der Japanischen Wachsglocke

Die Japanische Wachsglocke (Kirengeshoma palmata), chinesisch 黄山梅, Huángshan méi, ist eine von zwei Pflanzenarten der Gattung Kirengeshoma, die zur Familie der Hortensiengewächse (Hydrangeaceae) gehört.

## Beschreibung
Die Japanische Wachsglocke ist eine ausdauernde krautige Pflanze, die Wuchshöhen von 60 bis 80, zum Teil bis 120 Zentimeter erreicht. Sie bildet ein Rhizom aus. Die gegenständigen Laubblätter sind groß und rund. Die Blattspreite ist gelappt bis gespalten, ihr Grund ist herzförmig. Die unteren und mittleren Laubblätter sind gestielt, die oberen sitzend.
Die Blütezeit liegt im August und September. Die Blüten sind nickend und an langen Stielen in lockeren, wenigblütigen Trugdolden endständig an die Blätter überragenden Trieben angeordnet. Es sind fünf Kelchblätter vorhanden. Die fünf Kronblätter sind hellgelb oder wachsgelb, dicklich und 2,5 bis 3,5 (selten bis 4) Zentimeter lang. Es sind 15 Staubblätter vorhanden. Die Griffel sind frei.
Die Chromosomenzahl beträgt 2n = 54.

## Verbreitung
Die Japanische Wachsglocke ist in feuchten Bergwäldern Japans (Shikoku, Kyushu, Kii-Halbinsel) und in China (Südliche Provinz Anhui, nordwestliches Zhejiang) beheimatet. Bekannt für ihre Kirengeshoma-Vorkommen sind der Berg Tsurugi-san (剣山) auf der japanischen Insel Shikoku und das chinesische Gebirge Huang Shan, wo die Japanische Wachsglocke in Höhenlagen von 700 bis 1800 Metern wächst.

## Nutzung
In Europa wird sie selten als Zierpflanze für Gehölzgruppen verwendet und benötigt halbschattige, frische, humose Standorte. Sie ist seit spätestens 1890 in Kultur.